# District de Banaskantha
Le district de Banaskantha est un district de l'état du Gujerat en Inde.

## Géographie
Le district a une population de 3 120 506 habitants pour une superficie de 10 743 km2.